# Биро, Ласло (борец)
Ласло Биро (венг. Bíró László, р.9 июля 1960) — венгерский борец, в основном боровшийся по правилам вольного стиля, чемпион Европы, призёр чемпионатов мира.

## Биография
Родился в 1960 году в Туре. В 1980 году занял 5-е место на чемпионате Европы, а также принял участие в Олимпийских играх в Москве, где занял 6-е место. В 1982 году стал чемпионом Европы. В 1983 году стал серебряным призёром чемпионата Европы, и занял 4-е место на чемпионате мира. В 1984 году вновь стал серебряным призёром чемпионата Европы. В 1985 году занял 4-е место на чемпионате мира. В 1986 году стал серебряным призёром чемпионата мира, а на чемпионате Европы занял 7-е место в вольной борьбе и 9-е — в греко-римской. На чемпионате мира 1987 года занял 6-е место. В 1988 году занял 10-е место на чемпионате Европы, а также принял участие в Олимпийских играх в Сеуле, где стал 4-м. В 1989 году занял 7-е место на чемпионате Европы. В 1990 году занял 5-е место на чемпионате Европы, и 10-е — на чемпионате мира. В 1991 году занял 6-е место на чемпионате Европы, и 11-е — на чемпионате мира. В 1992 году занял 10-е место на чемпионате Европы.